# Maya Diab
Maya Henri Diab (in arabo مايا هنري دياب‎?; Achrafieh, 12 novembre 1980) è una cantante e personaggio televisivo libanese.

## Biografia
Originaria di Achrafieh, Diab ha frequentato l'Università Libanese. Nel 1998 ha preso parte a Miss Libano, mentre tre anni dopo è entrata a far parte del girl group The 4 Cats.
Dopo aver abbandonato il gruppo nel 2010, ha intrapreso una carriera come artista solista, pubblicando la hit Habibi, che si è fermata al 2º posto della Official Lebanese Top 20. Nel 2015 viene reso disponibile l'album in studio di debutto My Maya, contenente il successo radiofonico Ya bayyaiin el assal, fermatosi 5º nella graduatoria nazionale. In contemporanea alla sua attività musicale, la cantante ha presentato diversi programmi sulle reti televisive MTV Lebanon, Al-Nahar e MBC 1.
Tra il 2018 e il 2022 l'artista ha conseguito venti ulteriori ingressi nella top twenty nazionale, di cui cinque in vetta. Nel 2020 le è stato conferito il premio alla Fashion Icon dalla Camera della Moda Araba.

## Discografia

### Album in studio
- 2015 – My Maya

### Album dal vivo
- 2015 – Maya Live
- 2021 – Maya Diab: Live at X-Plore

### EP
- 2023 – My Maya II
- 2023 – My Maya III
- 2023 – My Maya IV
- 2023 – #MyMayaV

### Raccolte
- 2023 – My Maya I

### Singoli
- 2011 – Sawa
- 2011 – Ibn el youzbashi
- 2011 – Habibi
- 2012 – Tawel balak
- 2012 – Chaklak ma btaaref
- 2013 – Dabou aynaik
- 2014 – Gatifin
- 2015 – Ya niyali
- 2015 – Aywa
- 2016 – Fina nghayir (con Bahaa Sultan)
- 2016 – El donya (con Bahaa Sultan)
- 2016 – Keda bardou
- 2017 – Biradini (feat. K)
- 2017 – Tebead aanni
- 2018 – Baadou
- 2019 – Ysouffou haki
- 2019 – Khserna baad (con Ziad Bourji)
- 2019 – Rob3i sa3a
- 2020 – Ana
- 2020 – Naharna wardi
- 2021 – Doub
- 2021 – High Heels
- 2021 – Ahla kalam
- 2021 – Watani li jayi
- 2021 – 7ataly rouge (con Mahmoud Ellithy)
- 2021 – Ahlan wa sahlan
- 2021 – Aktar shewaya
- 2022 – Layliyi
- 2022 – Emmi ya emmi
- 2022 – Eiish ahla snin
- 2022 – Diali
- 2023 – Helw dah
- 2023 – Taqa egabiya
- 2023 – Ta'lan
- 2024 – Golli
- 2024 – Killon alouli
- 2024 – Ta3ala wefrah
- 2024 – 3arous (Bridal Song)
- 2025 – Albi affaltou

### Collaborazioni
- 2018 – Ya nour el ein (Massari feat. Maya Diab & French Montana)